# Игудесман и Чу
Игудесман и Чу — музыкальный дуэт, состоящий из классических музыкантов Алексея Игудесмана и Ричарда Чу Хёнги, переосмысляющий восприятие классической музыки, объединяя её с комедией и поп-культурой. Своим творчеством дуэт намерен сделать классическую музыку доступнее для более широкой и молодой аудитории.

## Возникновение
Познакомились Алексей и Хёнги в возрасте двенадцати лет, когда вместе учились в английской Школе Иегуди Менухина. С тех пор музыканты остались крепкими друзьями и пишут свои шоу вместе. Вдохновившись работами Виктора Борге и Дадли Мура, они приступили к созданию собственного шоу «A Little Nightmare Music» («Немного кошмарной музыки»), в основу которого была положена Маленькая ночная серенада («A Little Night Music») Моцарта. Шоу увидело свет в 2004 году, и с тех пор дуэт успел выступить с самыми известными симфоническими оркестрами на одних из самых престижных фестивалях и сценах.

## Шоу
Многие светила классической музыки, среди которых Эмануэль Акс, Гидон Кремер, Миша Майский, Виктория Муллова, Рахлин Юлиан и Янин Янсен участвовали в их музыкальных скетчах. Игудесман и Чу также выступали на праздновании 80-летия Бернарда Хайтинка, одного из величайших дирижеров в классической музыке. Именинник так отозвался об их выступлении: «Я чуть не умер со смеху. Хотелось бы пригласить их и на 85-е именины, но, боюсь, это может показаться безрассудным… Отличные музыканты, много веселья.»
Их выступления хорошо оцениваются и за пределами области классики. К примеру, в 2008 году они ездили с туром по Европе с такими легендами поп-музыки, как Робин Гибб (из Bee Gees), Мидж Юр (из Ultravox), один из основателей Band Aid, Live Aid и Tears for Fears, а также Ким Уайльд и Джо Керр. Игудесман и Чу также сотрудничали с актёром Роджером Муром на нескольких мероприятиях для Детского фонда ООН ЮНИСЕФ.

### A Little Nightmare Music
Шоу «A Little Nightmare Music» («Немного кошмарной музыки») получило положительные отзывы как от критиков, так и от зрителей. С ним они объездили весь мир, включая фестивали в Бергене, Вербье, Локенхаусе, Саратоге, Нью-Йорке, фестиваль Иегуди Менухина в Гштаде, а также фестивали, проводимые Рено Капюсоном и Юрием Башметом.
Видеоролики шоу на YouTube получили более 18 миллиона просмотров. Часовая версия раннего выступления в Венской филармонии доступна на главной странице дуэта.

### And Now Mozart
После всемирного успеха «A Little Nightmare Music», Игудесман и Чу подготовили новое шоу под названием «And Now Mozart» («А теперь Моцарт»), которое также пользовалось успехом среди критиков. Премьера состоялась в Венском Концертхаусе в сентябре 2012 года. Помимо этого новую программу дуэта смогли также увидеть посетители ежегодного международного фестиваля в Бергене, состоявшегося в июне 2013 года.

### BIG Nightmare Music
Игудесман и Чу также выступали с оркестрами по всему миру в рамках шоу «BIG Nightmare Music» («МНОГО кошмарной музыки»). Во время последних выступлений им аккомпанировали Белградский филармонический оркестр, Гонконгская синфониетта и Региональный оркестр Канн, Прованса, Альп и Лазурного берега.

## Проекты
Оба музыканта снялись комедийном фильме «Everything you Always Wanted to Know About Classical Music» («Все, что вы хотели знать о классической музыке») наряду с другими виртуозами концертной музыки и актерами.
Алексей Игудесман также выступил режиссёром, сценаристом и композитором псевдодокументального фильма Noseland: The Movie 2012 года.

### Being Gidon Kremer
В 2008 году состоялась премьера нового шоу Игудесмана и Чу, именуемое «Being Gidon Kremer» («Быть Гидоном Кремером», отсылка к фильму 1999 года «Быть Джоном Малковичем»). В тур с новым шоу дуэт отправился вместе с известным латышским скрипачом Гидоном Кремером и камерным оркестром Кремерата Балтика. В рамках тура они посетили музыкальные фестивали в Шлезвиг-Гольштейне, Рейнгау, также как и в Азии, Европе и России.

### The Music Critic
В 2010 году на фестивале «Юлиан Рахлин и его друзья», проводимого в княжеском дворце в Дубровнике, Игудесман и Чу представили шоу «The Music Critic» («Музыкальный критик»). Игудесман создал сардоническую смесь из наиболее злобных критических отзывов последних столетий, многие из которых касаются величайших работ камерной музыки. Джон Малкович исполнил роль антагониста — музыкального критика, который находит музыку Бетховена, Шопена, Равеля и им подобных отчаянно скучной, в то время как Юлиан Рахлин, Чу Хёнги, Алексей Игудесман и другие великие музыканты доказывают обратное.